# Colinérgico

El catión N,N,N-trimetiletanolamonio, unido a un contraión indefinido, X^{-}

Acetilcolina

El término colinérgico se utiliza en el sentido de "relacionado con la actividad de la colina", y refiere típicamente a circuitos neuronales, medicamentos, moléculas, y proteínas que hacen uso, transportan o modifican la actividad del neurotransmisor acetilcolina.
El sistema nervioso parasimpático, que hace uso casi exclusivo de la acetilcolina para enviar sus mensajes, se dice que es casi exclusivamente colinérgico. Las uniones neuromusculares, las neuronas preganglionares del sistema nervioso simpático, el prosencéfalo basal y los complejos del tronco encefálico son también colinérgicos. Adicionalmente, los receptores de las glándulas sudoríparas merócrinas, son también colinérgicos, ya que la acetilcolina se libera de las neuronas posganglionares simpáticas.
En neurociencia y en sus campos relacionados, el término colinérgico se utiliza en los siguientes contextos relacionados:
- Una sustancia o ligando es colinérgica si es capaz de producir, alterar, o liberar acetilcolina ("acción indirecta"), o de mimetizar su comportamiento en al menos uno de los receptores colinérgicos del organismo ("acción directa").
- Un receptor es colinérgico, si hace uso de la acetilcolina como neurotransmisor.[2]
- Una sinapsis es colinérgica si hace uso de la acetilcolina como neurotransmisor.